# Mit Quacks & Co. nach Quedlinburg
Mit Quacks und Co. nach Quedlinburg ist ein Familienspiel des Spieleautors Wolfgang Warsch. Es wurde als eine kindergerechte Version des Kennerspiels des Jahres 2018 Die Quacksalber von Quedlinburg veröffentlicht. Das Spiel ist für 2–4 Spieler ab 6 Jahren, dauert etwa 25 Minuten und ist im Jahr 2022 bei Schmidt Spiele erschienen.
Es gewann den Kritikerpreis Kinderspiel des Jahres 2022 und erhielt den Deutschen Kinderspielepreis 2022.

## Ausstattung und Spielprinzip
Der Inhalt der Spieleschachtel besteht aus:
- Der Spieleanleitung
- Dem Spieleplan
- Zwei Würfeln
- Sechs Erklärungskarten
- Vier Beuteln
- Vier Spielfiguren
- Vier Spielerplättchen
- Futter- und Traumkrautplättchen
- Kleeblättern
- Einem goldenen Kessel
- Edelsteinen

Vor dem Spiel müssen die Spieler entscheiden, ob sie den langen oder kurzen Weg wählen sowie ob sie die Raupen-Version für Anfänger oder die Schmetterlingsversion für Fortgeschrittene spielen. Mithilfe von verschiedenem Essen, das einen jeweils weiterziehen lässt und einen besonderen Effekt hat, kann man immer weiter nach vorne ziehen. Auf bestimmten Feldern ist der Effekt stärker. In jedem Zug zieht der Spieler ein Plättchen aus seinem Beutel und würfelt. Das Würfeln kann einen ebenfalls Felder vorrücken lassen oder aber auch neue Plättchen erhalten lassen. Zieht man ein Traumkrautplättchen, muss man aussetzten. Zieht man drei, darf man sich mit seinen durch den besonderen Effekt des Apfels gewonnenen Edelsteinen mehr Plättchen kaufen. Gewonnen hat der Spieler, der zuerst den goldenen Kessel erreicht.